# Iris Wolves
Iris Wolves (Apeldoorn, 9 de maio de 1994) é uma jogadora de polo aquático neerlandesa.

## Carreira
Wolves joga pelo Polar Bears em Ede desde 2023. Ela já jogou pelo Glyfada na Grécia (2022-2023), pelo CE Mediterrani espanhol (2020-2022) e pelos Polar Bears de Ede (2013-2020). Com os Ursos Polares, os Lobos conquistaram o título nacional holandês em 2018 e venceram a Copa KNZB em 2019 e a Supertaça em 2023.
Wolves fez sua estreia na seleção sênior holandesa no início de 2018 e representou a Holanda no Campeonato Europeu de 2018 e no Campeonato Mundial de 2023, quando o ouro foi conquistado. Ela também fez parte da seleção holandesa para o Campeonato Mundial de 2019.
Nos Jogos Olímpicos de Verão de 2024, em Paris, conquistou a medalha de bronze no torneio feminino do polo aquático, após vencer confronto contra a equipe dos Estados Unidos por 11–10 na disputa pelo terceiro lugar.